# Andrzej Siciński (1924–2006)

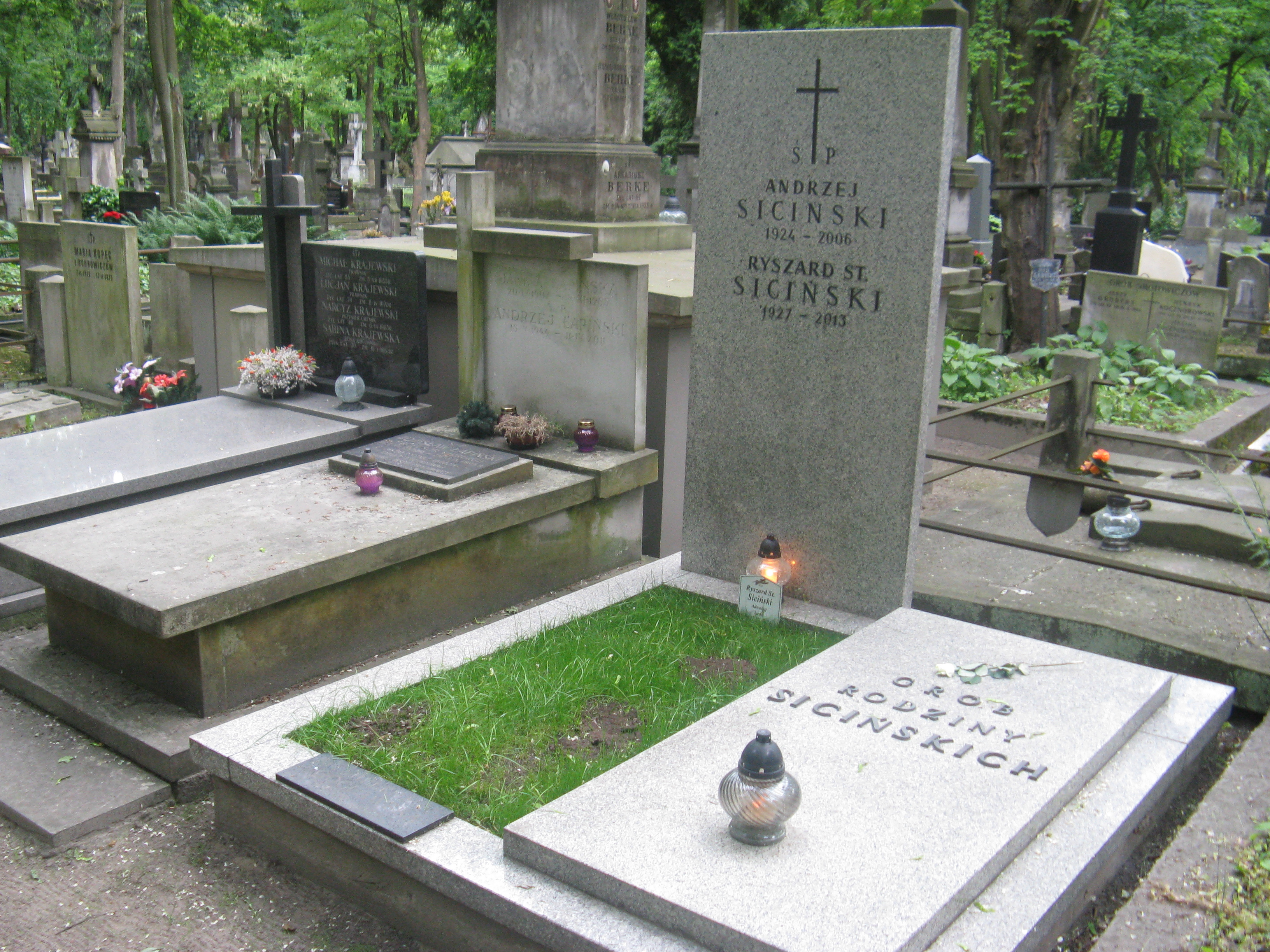
Grób Andrzeja Sicińskiego na cmentarzu Powązkowskim

Andrzej Siciński (ur. 20 maja 1924 w Warszawie, zm. 26 września 2006) – polski socjolog, profesor nauk humanistycznych, w latach 1991–1992 minister kultury i sztuki.

## Życiorys
W okresie II wojny światowej był żołnierzem Związku Walki Zbrojnej i Armii Krajowej. Uczestniczył w powstaniu warszawskim.
W 1952 ukończył studia socjologiczne na Uniwersytecie Warszawskim. W 1961 obronił doktorat, a dziesięć lat później habilitację. W 1981 otrzymał tytuł profesorski.
W latach 60. i 70. prowadził badania na wsi, opisujące zachowania społeczne i cykl życia, których wyniki opublikował w okresie 1976–1978. Pracował (od 1981 na stanowisku profesora) w Instytucie Filozofii i Socjologii Polskiej Akademii Nauk.
Od 1980 był doradcą Niezależnego Samorządnego Związku Zawodowego „Solidarność”. Od 23 grudnia 1991 do 11 lipca 1992 sprawował urząd ministra kultury i sztuki w rządzie Jana Olszewskiego.
Był członkiem rady honorowej budowy Muzeum Powstania Warszawskiego. Działał w Towarzystwie Popierania i Krzewienia Nauk. Wykładał także w Collegium Civitas w Warszawie, pełnił funkcję rektora Wyższej Szkoły Sztuk Wizualnych i Nowych Mediów w Warszawie.
W 2005 został odznaczony przez ministra kultury Waldemara Dąbrowskiego Złotym Medalem „Zasłużony Kulturze Gloria Artis”. W 1997 otrzymał Krzyż Komandorski Orderu Odrodzenia Polski.
Zmarł 26 września 2006, został pochowany na cmentarzu Powązkowskim w Warszawie (kwatera F/G–3–15/16).
Był bratem Ryszarda Sicińskiego (adwokata i wolnomularza).

## Publikacje
- Badania „rozumiejące” stylu życia, 1988
- Człowiek, środowisko, zdrowie. Praca zbiorowa (red.), 1990
- Dziś i jutro kultury polskiej, 1975
- Młodzi o roku 2000. Opinie, wyobrażenia, postawy, 1975
- Prognoza a nauka, 1969
- Społeczeństwo istniejące a społeczeństwo pożądane (tezy do dyskusji), 1979
- Społeczne aspekty ochrony i kształtowania środowiska w Polsce (współautor), 1990
- Styl życia, kultura, wybór. Szkice, 2002
- Styl życia. Przemiany we współczesnej Polsce, 1978
- Uczestnictwo w kulturze a „jakość życia” (współautor), 1974